# Manfred Munzert
Manfred Munzert (* 5. Februar 1942 in Bobengrün) ist ein deutscher Pflanzenbauwissenschaftler. Er wirkte an der Bayerischen Landesanstalt für Bodenkultur und Pflanzenbau in Weihenstephan und gilt als  Experte der Kartoffelforschung und als Pionier bei der Anwendung EDV-gestützter Methoden in der Pflanzenzucht.

## Werdegang
Munzert wurde  1942 als drittes von sechs Kindern auf dem elterlichen Bauernhof in Bobengrün/Oberfranken geboren. Er besuchte die Volksschule in seinem Heimatort und die Mittelschule in Naila, die er 1958 mit der mittleren Reife abschloss. Nach einer zweijährigen landwirtschaftlichen Lehre in Selbitz (Oberfranken) und in Thüngen/Unterfranken besuchte er ab 1960 die Höhere Ackerbauschule in Triesdorf/Mittelfranken, wo er mit dem Abschluss die Hochschulreife erwarb. Anschließend studierte er ab 1962 in Freising an der Fakultät für Landwirtschaft der   Technischen Hochschule München, Verwaltungsstelle Weihenstephan, heute TUM School of Life Sciences (bis Ende September 2020 Wissenschaftszentrum Weihenstephan für Ernährung, Landnutzung und Umwelt). Das Studium schloss er 1966 mit dem Diplom und einem Schwerpunkt auf pflanzlicher Produktion ab. Anschließend absolvierte er ein zweijähriges Referendariat beim Bayerischen Staatsministerium für Ernährung, Landwirtschaft und Forsten.
1968 trat er als Landwirtschaftsassessor in die Bayerische Landessaatzuchtanstalt Weihenstephan ein und wurde der Abteilung Kartoffelzucht unter der Leitung von  Werner Hunnius zugeordnet, dessen Stellvertreter er wurde. Parallel zur Einarbeitung in das neue Fachgebiet verfasste Munzert in Fortentwicklung seiner Diplomarbeit eine Dissertation »Zur Methodik der quantitativen floristischen Auswertung von Grünlandversuchen«, die er 1972 an der TH München einreichte und verteidigte. Er verfolgte darin den Ansatz, Pflanzenbestandsaufnahmen und ihre soziologische wie auch landwirtschaftliche Bewertung biometrisch-statistisch EDV-gestützt zu untersuchen.
Nach dem Zusammenschluss der Bayerischen Landesanstalt für Bodenkultur, Pflanzenbau und Pflanzenschutz in München mit der Bayerischen Landessaatzuchtanstalt in Freising war Munzert ab 1973 für die »Bayerische Landesanstalt für Bodenkultur und Pflanzenbau« (LBP) mit Sitz in München und Freising tätig. Am 1. September 1979 übernahm er im Alter von 37 Jahren von Werner Hunnius die Leitung des Sachgebiets Kartoffel. Parallel dazu begann er mit einer Tätigkeit als Lehrbeauftragter für das Fach Versuchswesen an der Fachhochschule Weihenstephan, die er bis 2009 fortführte. Am 1. April 1992 wurde er Leiter der Abteilung Versuchs- und Untersuchungswesen der Landesanstalt, die er auch beim Verband der landwirtschaftlichen Untersuchungs- und Forschungsanstalten (VDLUFA) sowie beim Arbeitskreis Versuchswesen der Landwirtschaftskammern in Deutschland vertrat. Durch die Umstrukturierung und Zusammenfassung der Landesanstalten zur Bayerischen Landesanstalt für Landwirtschaft (LfL) wurde Munzert 2003 zum Leiter der Zentralabteilung für Qualitätssicherung und Untersuchungswesen (AQU), eine Aufgabe, die er bis zu seiner Pensionierung 2007 innehatte.
Munzert ist verheiratet und hat zwei Töchter.

## Forschung
Mitte der 1970er Jahre unternahm Munzert Forschungen zur Bekämpfung von Nassfäule und Schwarzbeinigkeit bei Kartoffeln – bakterielle Krankheiten, zu deren Bekämpfung er Eingriffe ohne Chemieeinsatz sowie züchterische Vorgehensweisen entwickelte. Seit Mitte der siebziger Jahre bemühte er sich um den Einsatz EDV-gestützter Analysemethoden in Kartoffelanbau und -zucht und stellte die Auswertung der Testergebnisse in seinem Sachgebiet auf eine neue Grundlage. Nach der Entwicklung der Enzyme-linked Immunosorbent Assay (ELISA)-Tests zur Virusdiagnostik führte Munzert diese Verfahren erstmals in Deutschland in das landwirtschaftliche Versuchswesen ein. Seine Versuche, die Haploidiezüchtung in die Sortenzüchtung einzuführen, waren zwar nicht von durchschlagendem Erfolg gekrönt, lieferten aber wichtige Grundlagenkenntnisse und wurden international rezipiert. Munzert verfasste weit mehr als 300 Veröffentlichungen, vornehmlich zum Thema Kartoffelanbau und -zucht. Im Ruhestand veröffentlichte Munzert weitere Studien, darunter statistische Auswertungen zu Oligosacchariden in menschlicher Muttermilch und ein erfolgreiches Praxishandbuch über landwirtschaftliche und gartenbauliche Versuche mit SAS.

## Publikationen (Auswahl)

### Monographien
- Zur Methodik der quantitativen floristischen Auswertung von Grünlandversuchen. München, Techn. Univ., Fak. für Landwirtschaft u. Gartenbau, Diss., 1972. 139 Bl.
- Einführung in das pflanzenbauliche Versuchswesen. Grundlagen und Praxis des Versuchswesens im landwirtschaftlichen, gärtnerischen und forstwirtschaftlichen Pflanzenbau; mit 56 Tabellen, Berlin/Hamburg: Paul Parey Verlag, 1992, 164 S.
- Landwirtschaftliche und gartenbauliche Versuche mit SAS. Mit 50 Programmen, 169 Tabellen, Berlin, Heidelberg: Springer Spektrum, 2015, XII, 449 S., ISBN 978-3-642-54506-1, doi:10.1007/978-3-642-54506-1
- AgrarFakten; Ernährung – Umwelt – Klima – Landwirtschaft, quo vadis ? Mit Gerhard Breitschuh, Eigenverlag Jena, 2022, 292 S.

### Beiträge in Zeitschriften oder Sammelwerken
- Eine Methode zur Prüfung der Resistenz der Kartoffelpflanze gegenüber dem Erreger der Schwarzbeinigkeit (Erwinia carotovora var. atroseptica (van Hall) Dye), in: Potato Research 18 (1975), S. 308–313, doi:10.1007/BF02361734.
- mit Sinzinger, E., Qualitätsvorernteschätzung bei bayerischen Pflanzkartoffeln, in: Der Kartoffelbau 26 (1975), S. 320–321.
- Zur Erntequalitätsvorschätzung bei Kartoffeln, in: Bayer. Landw. Jb. 54 (1977), 3, S. 303–317.
- Kartoffeln, in: Die Landwirtschaft, Bd. 1, Pflanzliche Erzeugung. München: BLV-Verlag, 1992, S. 316–342.
- mit Thurl, S., Boehm, G., Matthews, C. and Stahl, B., Systematic review of the concentrations of oligosaccharides in human milk. Nutrition Reviews® Volume 75 (11) (2017), S. 920–933. With Supporting Information (53 pp.), DOI:10.1093/nutrit/nux044.